# Ameerega altamazonica
Ameerega altamazonica é uma espécie de anfíbio anuro da família Dendrobatidae. Está presente no Peru. Não foi ainda avaliada pela UICN.